# Zepsuta krew
Zepsuta krew (oryg. The Dropout) – amerykański dramatyczny miniserial telewizyjny z 2022 roku na podstawie podcastu o tym samym tytule, który opowiada historię sukcesu i upadku Elizabeth Holmes i jej firmy Theranos. W głównych rolach wystąpili: Amanda Seyfried i Naveen Andrews.
Zepsuta krew zadebiutowała 3 marca 2022 roku w serwisie Hulu i spotkała się z pozytywną reakcją krytyków. W Polsce miniseria pojawiła się 14 czerwca 2022 roku na Disney+.

## Obsada

### Główna
- Amanda Seyfried jako Elizabeth Holmes, założycielka i prezes Theranos[1].
- Naveen Andrews jako Sunny Balwani, partner biznesowy i konkubent Elizabeth Holmes[2].

### Drugoplanowa
- William H. Macy jako Richard Fuisz, były agent CIA, wynalazca urządzeń biomedycznych i przyjaciel rodziny Holmesów[3].
- Laurie Metcalf jako Phyllis Gardner, odnosząca sukcesy lekarka i naukowiec[3].
- Elizabeth Marvel jako Noel Holmes, matka Elizabeth Holmes[3].
- Utkarsh Ambudkar jako Rakesh Madhava, pracownik w Theranos[3].
- Kate Burton jako Rochelle Gibbons[3]
- Stephen Fry jako Ian Gibbons, szef działu chemicznego w Theranos[3].
- Michel Gill jako Chris Holmes, ojciec Elizabeth Holmes[3].
- Michael Ironside jako Don Lucas, jeden z inwestorów Theranos[3].
- Bill Irwin jako Channing Robertson, profesor na Uniwersytecie Stanforda[3].
- Dylan Minnette jako Tyler Shultz, absolwent biologii na Uniwersytecie Stanforda i wnuk George’a Shultza, który otrzymał swoją pierwszą pracę w Theranos[4].
- Camryn Mi-Young Kim jako Erika Cheung, pracowniczka Theranos[4].
- Sam Waterston jako George Shultz, były sekretarz stanu[5].
- Kurtwood Smith jako David Boies, adwokat Elizabeth Holmes[5].
- Anne Archer jako Charlotte Shultz, żona George’a Shultza[5].
- LisaGay Hamilton jako Judith Baker, redaktorka The Wall Street Journal[6].
- Michaela Watkins jako Linda Tanner, prawniczka w Theranos[6].
- Ebon Moss-Bachrach jako John Carreyrou, dziennikarz The Wall Street Journal[6].
- Kevin Sussman jako Mark Roessler, naukowiec nadzorujący laboratoria Theranos[6].
- Sam Straley jako Christian Holmes, młodszy brat Elizabeth Holmes, który pracuje w Theranos[6].
- Sean Brown jako Daniel Young, naukowiec pracujący dla Theranos[6].

### Gościnna
- Josh Pais jako Wade Miquelon, dyrektor finansowy Walgreens[3].
- Andrew Leeds jako Roland, współpracownik Wade’a Miquelona[4].
- Alan Ruck jako Jay Rosan, pracownik Walgreens[4].
- Bashir Salahuddin jako Brendan Morris, inżynier elektryk pracujący w Theranos[4].
- Mary Lynn Rajskub jako Lorraine Fuisz, żona Richarda Fuisza[4].
- Hart Bochner jako Larry Ellison, biznesmen i inwestor, który zainteresowany jest działaniami Elizabeth Holmes[4].
- James Hiroyuki Liao jako Edmond Ku, szef inżynierów w Theranos[4].
- Nicky Endres jako Ana Arriola, była pracowniczka Apple’a, która została zatrudniona w Theranos[4].

## Emisja
Zepsuta krew zadebiutowała 3 marca 2022 roku w serwisie Hulu w Stanach Zjednoczonych oraz poza Stanami w serwisie Disney+ pod marką „Star”, a w Ameryce Łacińskiej na Star+. W Polsce serial pojawił się 14 czerwca 2022 roku na Disney+.

## Lista odcinków
| Nr | Tytuł          | Tytuł polski           | Reżyseria           | Scenariusz                                 | Premiera (Hulu) | Premiera w Polsce (Disney+) |
| -- | -------------- | ---------------------- | ------------------- | ------------------------------------------ | --------------- | --------------------------- |
| 1  | I’m in a Hurry | Śpieszy mi się         | Michael Showalter   | Elizabeth Meriwether                       | 3 marca 2022    | 14 czerwca 2022             |
| 2  | Satori         | Satori                 | Michael Showalter   | Matt Lutsky                                | 3 marca 2022    | 14 czerwca 2022             |
| 3  | Green Juice    | Zielony sok            | Michael Showalter   | Hilary Bettis                              | 3 marca 2022    | 14 czerwca 2022             |
| 4  | Old White Men  | Starsi biali mężczyźni | Michael Showalter   | Dan LeFranc                                | 10 marca 2022   | 14 czerwca 2022             |
| 5  | Flower of Life | Kwiat życia            | Francesca Gregorini | Liz Hannah                                 | 17 marca 2022   | 14 czerwca 2022             |
| 6  | Iron Sisters   | Siostry Iron           | Francesca Gregorini | Wei-Ning Yu                                | 24 marca 2022   | 14 czerwca 2022             |
| 7  | Heroes         | Kwestia honoru         | Erica Watson        | Elizabeth Heldens                          | 31 marca 2022   | 14 czerwca 2022             |
| 8  | Lizzy          | Lizzy                  | Erica Watson        | Elizabeth Meriwether, Sofya Levitsky-Weitz | 7 kwietnia 2022 | 14 czerwca 2022             |

## Produkcja

### Rozwój projektu
W kwietniu 2019 roku poinformowano, że Hulu zamówiło miniserial, The Dropout, na podstawie podcastu o tym samym tytule, który opowiadać ma historię Elizabeth Holmes i jej firmy Theranos; producentami wykonawczymi zostały: Kate McKinnon, prowadząca podcast Rebecca Jarvis oraz jego producentki Taylor Dunn i Victoria Thompson; ma on liczyć od 6 do 10 odcinków oraz ma być pierwszym serialem wyprodukowanym przez Searchlight Television. W marcu 2021 roku do grona producentów wykonawczych dołączyli Elizabeth Meriwether, Elizabeth Heldens, Liz Hannah, Katherine Pope, Michael Showalter i Jordana Mollick, a Amanda Seyfried została producentką serialu. 20th Television i Semi-Formal Productions razem z Searchlight zajęły się produkcją miniserialu.

### Casting
W kwietniu 2019 roku ujawniono, że Kate McKinnon zagra Elizabeth Holmes. W lutym 2021 roku poinformowano, że McKinnon zrezygnowała, a jej miejsce miesiąc później zajęła Amanda Seyfried. W tym samym miesiącu poinformowano, że Naveen Andrews zagra Sunny’ego Balwaniego. W czerwcu do obsady dołączyli: William H. Macy jako Richard Fuisz, Laurie Metcalf jako Phyllis Gardner, Elizabeth Marvel jako Noel Holmes, Utkarsh Ambudkar jako Rakesh Madhava, Kate Burton jako Rochelle Gibbons, Stephen Fry jako Ian Gibbons, Michel Gill jako Chris Holmes, Michael Ironside jako Don Lucas, Bill Irwin jako Channing Robertson i Josh Pais jako Wade Miquelon. W sierpniu poinformowano, że w serialu wystąpią: Dylan Minnette jako Tyler Shultz, Alan Ruck jako Jay Rosan, Bashir Salahuddin jako Brendan Morris, Mary Lynn Rajskub jako Lorraine Fuisz, Hart Bochner jako Larry Ellison, James Hiroyuki Liao jako Edmond Ku, Nicky Endres jako Ana Arriola, Camryn Mi-Young Kim jako Erika Cheung, Andrew Leeds jako Roland, Sam Waterston jako George Shultz, Kurtwood Smith jako David Boies i Anne Archer jako Charlotte Shultz. We wrześniu do obsady dołączyli: LisaGay Hamilton jako Judith Baker, Michaela Watkins jako Linda Tanner, Ebon Moss-Bachrach jako John Carreyrou, Kevin Sussman jako Mark Roessler, Sam Straley jako Christian Holmes i Sean Brown jako Daniel Young.

## Muzyka
W styczniu 2022 roku poinformowano, że Anne Nikitin skomponuje muzykę do serialu. Album, The Dropout: Original Score, został wydany 1 kwietnia 2022 roku przez Hollywood Records.
| The Dropout: Original Score – 2022 | The Dropout: Original Score – 2022 | The Dropout: Original Score – 2022 | The Dropout: Original Score – 2022 |
| Nr                                 | Tytuł utworu                       | Autor                              | Długość                            |
| ---------------------------------- | ---------------------------------- | ---------------------------------- | ---------------------------------- |
| 1.                                 | „Beijing”                          | A. Nikitin                         | 0:51                               |
| 2.                                 | „Running Elizabeth”                | A. Nikitin                         | 1:14                               |
| 3.                                 | „Meeting Sunny”                    | A. Nikitin                         | 1:35                               |
| 4.                                 | „The Lab”                          | A. Nikitin                         | 1:45                               |
| 5.                                 | „Sunny and Elizabeth”              | A. Nikitin                         | 1:21                               |
| 6.                                 | „Offices”                          | A. Nikitin                         | 1:43                               |
| 7.                                 | „Don Lucas Wants a Tour”           | A. Nikitin                         | 1:07                               |
| 8.                                 | „Show the Prototype”               | A. Nikitin                         | 2:30                               |
| 9.                                 | „Down the Rabbit Hole”             | A. Nikitin                         | 2:27                               |
| 10.                                | „Awaiting Results”                 | A. Nikitin                         | 0:49                               |
| 11.                                | „Faked the Demo”                   | A. Nikitin                         | 2:22                               |
| 12.                                | „Contracts with Pfizer”            | A. Nikitin                         | 1:34                               |
| 13.                                | „What Happened in Nashville?”      | A. Nikitin                         | 1:05                               |
| 14.                                | „Edmund Is Fired”                  | A. Nikitin                         | 2:09                               |
| 15.                                | „Genius Bar”                       | A. Nikitin                         | 0:36                               |
| 16.                                | „Did Everything Right”             | A. Nikitin                         | 2:01                               |
| 17.                                | „Walgreens Men”                    | A. Nikitin                         | 0:56                               |
| 18.                                | „Ian Is Relegated”                 | A. Nikitin                         | 0:57                               |
| 19.                                | „Mr. Shultz”                       | A. Nikitin                         | 2:27                               |
| 20.                                | „Today We Launch”                  | A. Nikitin                         | 2:14                               |
| 21.                                | „We Delete Outliers”               | A. Nikitin                         | 1:32                               |
| 22.                                | „Real People”                      | A. Nikitin                         | 1:53                               |
| 23.                                | „Siemens Stickers”                 | A. Nikitin                         | 2:28                               |
| 24.                                | „Iron Sisters”                     | A. Nikitin                         | 3:53                               |
| 25.                                | „Breaking the Glass Ceiling”       | A. Nikitin                         | 2:39                               |
| 26.                                | „Mark’s Cold Feet”                 | A. Nikitin                         | 1:41                               |
| 27.                                | „Good Enough for Gorbachev”        | A. Nikitin                         | 1:25                               |
| 28.                                | „It Comes from You Figure It Out”  | A. Nikitin                         | 1:22                               |
| 29.                                | „A Spiteful Man”                   | A. Nikitin                         | 1:24                               |
| 30.                                | „Slow Boring and Beautiful”        | A. Nikitin                         | 1:19                               |
| 31.                                | „Sunny Steps Down”                 | A. Nikitin                         | 2:39                               |
| 32.                                | „It’s Devastating”                 | A. Nikitin                         | 1:46                               |
| 33.                                | „If You Choose to Forget”          | A. Nikitin                         | 2:00                               |
| 34.                                | „Empty Theranos”                   | A. Nikitin                         | 1:34                               |
|                                    |                                    |                                    | 59:18                              |

## Odbiór

### Krytyka w mediach
Serial spotkał się z pozytywną reakcją krytyków. W serwisie Rotten Tomatoes 89% z 87 recenzji uznano za pozytywne, a średnia ocen wystawionych na ich podstawie wyniosła 7,4/10. Na portalu Metacritic średnia ważona ocen z 34 recenzji wyniosła 75 punkty na 100.
Beth Webb z „Empire Magazine” stwierdziła, że Zepsuta krew „to znacznie więcej niż historia o złoczyńcy, ale ukazuje talent Seyfried na ekscytującym etapie jej kariery”. Lucy Mangan z „The Guardian” napisała, że „Seyfried sprawia, że to wszystko działa i utrzymuje naszą uwagę – nawet naszą sympatię – ponieważ desperacja Holmes, by wyrobić sobie imię i udowodnić, że jej inteligencja i determinacja są warte czegoś namacalnego, coraz bardziej pogrąża ją w korupcji i kłamstwach”. Alan Sepinwall z „Rolling Stone” ocenił, że „to szalona, wciągająca, a czasami zaskakująco zabawna adaptacja historii, która wydawałaby się zbyt absurdalna, aby była prawdziwa, gdybyśmy nie wiedzieli, że jest inaczej”. Caroline Framke z „Variety” stwierdziła, że „to było tylko kwestią czasu, zanim ktoś zaadaptuje historię Holmes... [Zepsuta krew] jest pierwszą – a świetna gra aktorska, scenariusz i reżyseria postawiły wysoką poprzeczkę dla każdej kolejnej wersji”.